# Thomomys atrovarius
Thomomys atrovarius és una espècie de mamífer rosegador de la família dels geòmids. És endèmic dels vessants pacífics de la Sierra Madre Occidental (Mèxic), on viu a altituds d'entre 50 i 2.400 msnm. Es caracteritza per tenir el pèl curt i escàs. Alguns exemplars tenen la panxa gairebé calba. Anteriorment era considerat un sinònim de T. umbrinus.